# Pityphyllum antioquiense
Pityphyllum antioquiense är en orkidéart som beskrevs av Rudolf Schlechter. Pityphyllum antioquiense ingår i släktet Pityphyllum och familjen orkidéer.
Artens utbredningsområde är Colombia. Inga underarter finns listade i Catalogue of Life.